# Баррі Сіл: Король контрабанди
«Баррі Сіл: Король контрабанди» (англ. American Made) — американський фільм-трилер режисера Дага Лаймана і сценариста Гері Спінеллі, який розповідає про життя Баррі Сіла, колишнього пілота авіакомпанії TWA, який став контрабандистом наркотиків у кінці 1980-х і пізніше був завербований Управлінням боротьби з наркотиками як інформатор.

## Сюжет
США, 1978 рік. Під час злету пілот літака Баррі Сіл вимикає режим автопілоту, внаслідок чого лайнер потрапляє у турбулентність. Він повертається додому, до Луїзіани, тут же засинає, але дружина не може його розбудити. Пізніше він літає з одного міста в інше. В барі одного із летовищ до нього підходить незнайомий чоловік, який розповідає Баррі про те, що на нього є досьє у ЦРУ. Згодом пілот цивільної авіації зустрічається з кубинськими емігрантами і нелегально ввозить сигари до США. Незнайомець представляється Шейфером, пропонує Баррі роботу на уряд, і той погоджується.
Будучи власником логістичної компанії і маючи власний літак, Баррі літає над країнами Центральної Америки, де повстанці воюють з проамериканськими режимами. На камери, які розташовані на його літаку, Баррі знімає табори партизанів у Гондурасі, Сальвадорі та Гватемалі. Перебуваючи на дуже низькій висоті, його обстрілюють із землі, в той час як ЦРУ дуже задоволене якістю знімків. Пізніше Баррі просить підвищити йому зарплату і його переводять на новий маршрут. У 1980 році Баррі летить до Колумбії в рамках проекту «Іран-контрас», де він знайомиться з Хорхе Очоа, Карлосом Ледером і Пабло Ескобаром, які шукають нові шляхи для постачання наркотиків до США. Колумбійці пропонують Баррі співпрацю у розмірі 2 тис. доларів за кілограм кокаїну, доставлений до Маямі. Баррі говорить, що не летітиме до Маямі і пропонує скидати наркотики, пролітаючи над болотами Луїзіани.  
Перший рейс проходить вдало. В Колумбії Баррі вручають сумку, набиту грішми. Але в цей момент будівлю, де відбувалася зустріч з наркоділками, починають штурмувати військові, які затримують Баррі. Шейфер витягує його із в'язниці, після чого Баррі терміново перевозить сім'ю до Арканзаса, до маленького містечка Міна. Там на ім'я Баррі придбано величезну земельну ділянку, на якій розташовано аеродром. Згодом Шейфер передає Баррі сумку з грішми, яку той залишив у Колумбії. Вагітна Люсі скаржиться на відсутність у будинку побутових зручностей. У відповідь Баррі кидає їй пачки грошей і говорить дружині, що працює на ЦРУ.
Баррі доручають возити до Нікарагуа зброю, призначену для контрас. Потім на його землі облаштовується табір для підготовки ворогів сандиністського режиму. Зворотніми шляхами Баррі привозить контрас до Арканзасу для підготовки у таборі. У Нікарагуа Баррі знову зустрічається з Хорхе Очоа, який пропонує йому відновити співпрацю за новою схемою. Частину зброї Баррі постачатиме до Колумбії, звідти кокаїн перевозитиметься до Панами, а вже звідти морськими шляхами наркотики потраплятимуть до США. Баррі розширює справу: він наймає кількох льотчиків, які здійснюють рейси до Латинської Америки, перевозячи зброю, наркотики і контрас. 
1982 рік. У містечку Міна Баррі відкриває декілька підставних контор для легалізації грошей. Він відкриває рахунки у декількох банках, зариває мішки з грішми на задньому дворі свого будинку, набиває ними всі шафи, закуповує кілограми золота. Грошовий потік не вичерпується. Думаючи, як прилаштувати все нові мільйони доларів, Баррі купує Люсі шикарну машину, перебудовує будинок і заводить коней.
Тим часом брат Люсі Джей Бі втомився працювати паркувальником автомобілів. За наполяганням дружини Баррі знаходить йому роботу прибиральника ангара. Згодом Джей Бі купує собі машину і приводить до будинку 15-річну подругу. Баррі цікавиться, де шурин взяв гроші, і той каже, що взяв їх із сумки в ангарі.
Рік потому наркоконтроль закуповує нові літаки. Групу Баррі просять зайти на посадку, але він та його люди літають над морем, в той час як у літаків ворога закінчується паливо. Один із льотчиків засинає за штурвалом і Баррі будить його шляхом дотику крила його літака.
Баррі намагаються заставити сісти літаки наркоконтролю. Він сідає прямо на шосе, обмінює пачку грошей на велосипед місцевого підлітка і переховується від гонитви. На борту його літака виявляють 200 кілограмів кокаїну. В цей час Пабло Ескобар розв'язує справжню війну у Колумбії, його наркокартель витісняють із країни.
Бі Джея заарештовують із валізою, повною грошей. Люсі телефонує Баррі до Колумбії, і той забирає Бі Джея із поліції. Він говорить йому, що не вдалося домовитися із владою, яка загрожує десятирічним ув'язненням. У відповідь Баррі дає хлопцю документи та гроші і пропонує виїхати із країни. Бі Джей скандалить і шантажує Баррі: той повинен щотижня висилати йому гроші за мовчання. Потім він сідає за кермо, заводить двигун і гине під час вибуху машини. 
Шейфер цікавиться у Баррі, як зброя контрас опинилася в Колумбії. Він говорить, що табір на його землі буде ліквідовано, обіцяє зателефонувати і йде. В офісі Шейфер наказує підлеглим позбутися всіх документів, що свідчать про зв'язок ЦРУ з Баррі Сілом. Баррі теж пробує позбутися від компромату, але не встигає цього зробити. Генпрокурор штату Дана Сібота загрожує засадити Баррі до в'язниці довічно. Але їй телефонує губернатор Арканзасу Білл Клінтон, і Баррі виходить на свободу. Його привозять в Білий дім, де полковник Олівер Норт хоче довести усьому світу, що комуністи в Нікарагуа торгують наркотиками. Баррі пропонують взяти участь у таємній операції. Він прилітає до передмістя Манагуа, де його знову зустрічають Очоа і Ескобар. Баррі та його помічник роблять компрометуючі знімки, які потім демонструє по телебаченню американська влада. Наркобарони приходять до висновку, що Баррі їх зрадив і висилають до США загін найманих вбивць для його ліквідації.
Баррі готує дружину до свого арешту. Він змушує Люсі надягнути на себе коштовності, щоб на виручені за них гроші вона могла протриматися з дітьми, поки він буде у в'язниці. У будинку Баррі проводиться обшук, вилучаються всі знайдені гроші. Люсі з дітьми їде до Луїзіани, Баррі постає перед судом. Його засуджують до 1000 годин виправних робіт. Баррі щоночі з'являється у новому мотелі і записує на відеокамеру історію своїх взаємин з ЦРУ і наркобаронами. Всі касети він підписує і складає в коробку, яку возить із собою в багажнику. Баррі не може просто зникнути: він щодня повинен з'являтися до притулку для безхатченків, щоб відпрацювати вирок. Одного вечора до його машини наближаються бандити, які вбивають Баррі. В країні розгорається скандал з приводу афери «Іран-контрас». В кінці фільму показують Люсі, яка працює у закусочній, а на її руці виблискує браслет з діамантами.

## У ролях
- Том Круз — Баррі Сіл
- Донал Глісон — агент ЦРУ Монті Шафер
- Сара Райт — Люсі Сіл
- Джессі Племенс — шериф Довнінг
- Калеб Лендрі Джонс — брат Люсі
- Джейма Мейс — Дана Сібота[6]
- Лола Кьорк — Джуді Довнінг
- Коннор Тріннер — Джордж Буш
- Маурісіо Мехія — Пабло Ескобар

## Виробництво

### Зйомки
Основні зйомки почалися 27 травня 2015 року в Джорджії. Зйомки тривали до кінця липня в округах Черокі, Клейтон, Декальб, Фултон, Ґвіннетт, Морґан і Пікенс.

## Випуск
У травні 2015 року Universal призначила реліз на 6 січня 2017 року. Згодом випуск фільму відклали на осінь 2017 року.